# Provincia del Centro (Boyacá)
La Provincia de Hunza  una de las 15 divisiones territoriales del departamento de Boyacá, en Colombia. Con alrededor de 300 mil habitantes, es la provincia más poblada del departamento. Comprende 14 municipios y la capital departamental Tunja, que también hace parte de su área metropolitana.

## Municipios geográficos
| Bandera | Nombre       | Área (km²) | Habitantes | Altitud (m s. n. m.) | Año de fundación | Código postal urbano |
| ------- | ------------ | ---------- | ---------- | -------------------- | ---------------- | -------------------- |
|         | Tunja        | 118        | 185.469    | 2678                 | 1539             | 150001 150002 150003 |
|         | Cómbita      | 149        | 13.896     | 2825                 | 1586             | 150201               |
|         | Cucaita      | 43         | 3.980      | 2634                 | 1556             | 154060               |
|         | Chivatá      | 49         | 2.960      | 2900                 | 1556             | 150240               |
|         | Chíquiza     | 71         | 4.971      | 2480                 | 1556             | 154027               |
|         | Motavita     | 61         | 5.946      | 2908                 | 1816             | 154080               |
|         | Oicatá       | 59         | 3.007      | 2715                 | 1559             | 150220               |
|         | Samacá       | 160        | 19.645     | 2.765                | 1556             | 153660               |
|         | Siachoque    | 125        | 7.124      | 2760                 | 1556             | 153460               |
|         | Sora         | 47         | 3.210      | 2700                 | 1556             | 154040               |
|         | Soracá       | 57         | 6.352      | 2799                 | 1954             | 153480               |
|         | Sotaquirá    | 288        | 8.710      | 2670                 | 1589             | 15042000             |
|         | Toca         | 165        | 9.329      | 2765                 | 1555             | 150260               |
|         | Tuta         | 165        | 8.839      | 2600                 | 1776             | 150401               |
|         | Ventaquemada | 159,3      | 16.856     | 2642                 | 1777             | 153640               |
|         | Total        | 1716,3     | 300.294    | -                    | -                | -                    |

## Localización
| Noroeste: Ricaurte     | Norte: Santander | Nordeste: Tundama |
| Oeste: Ricaurte        |                  | Este: Sugamuxi    |
| Suroeste: Cundinamarca | Sur: Márquez     |                   |

## Galería fotográfica

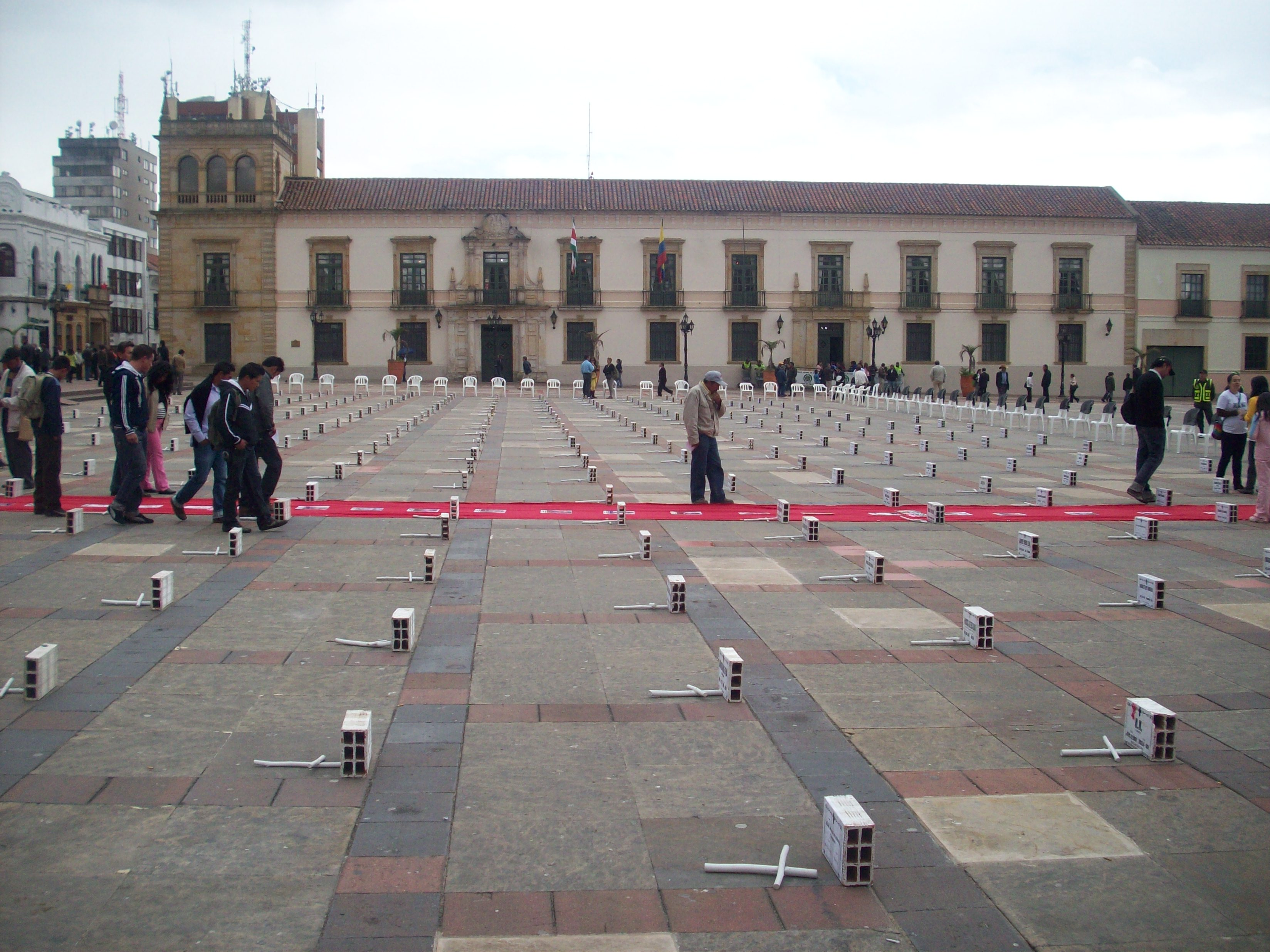
Palacio de la Torre, en Tunja.
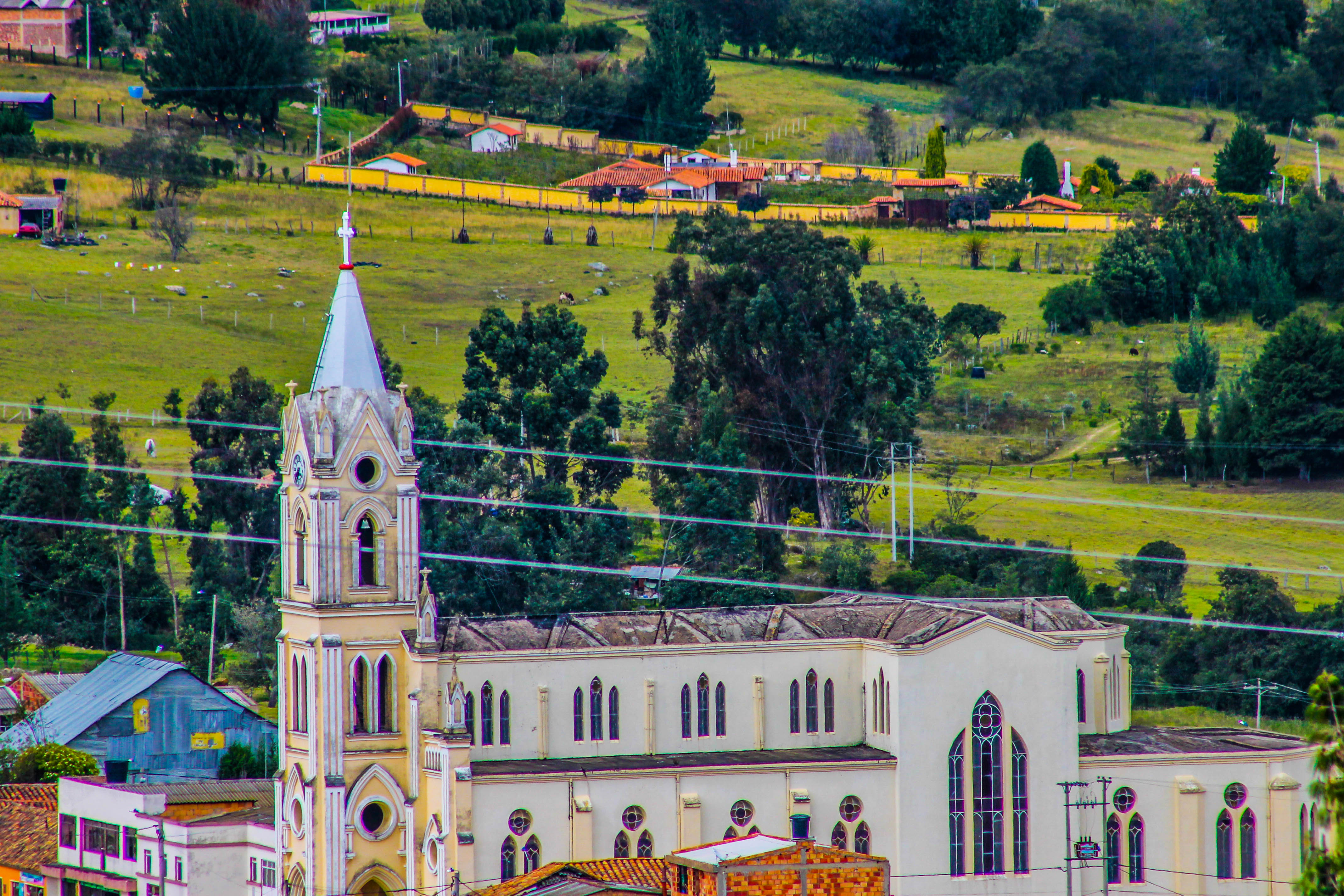
Iglesia de la Inmaculada Concepción de Cómbita.
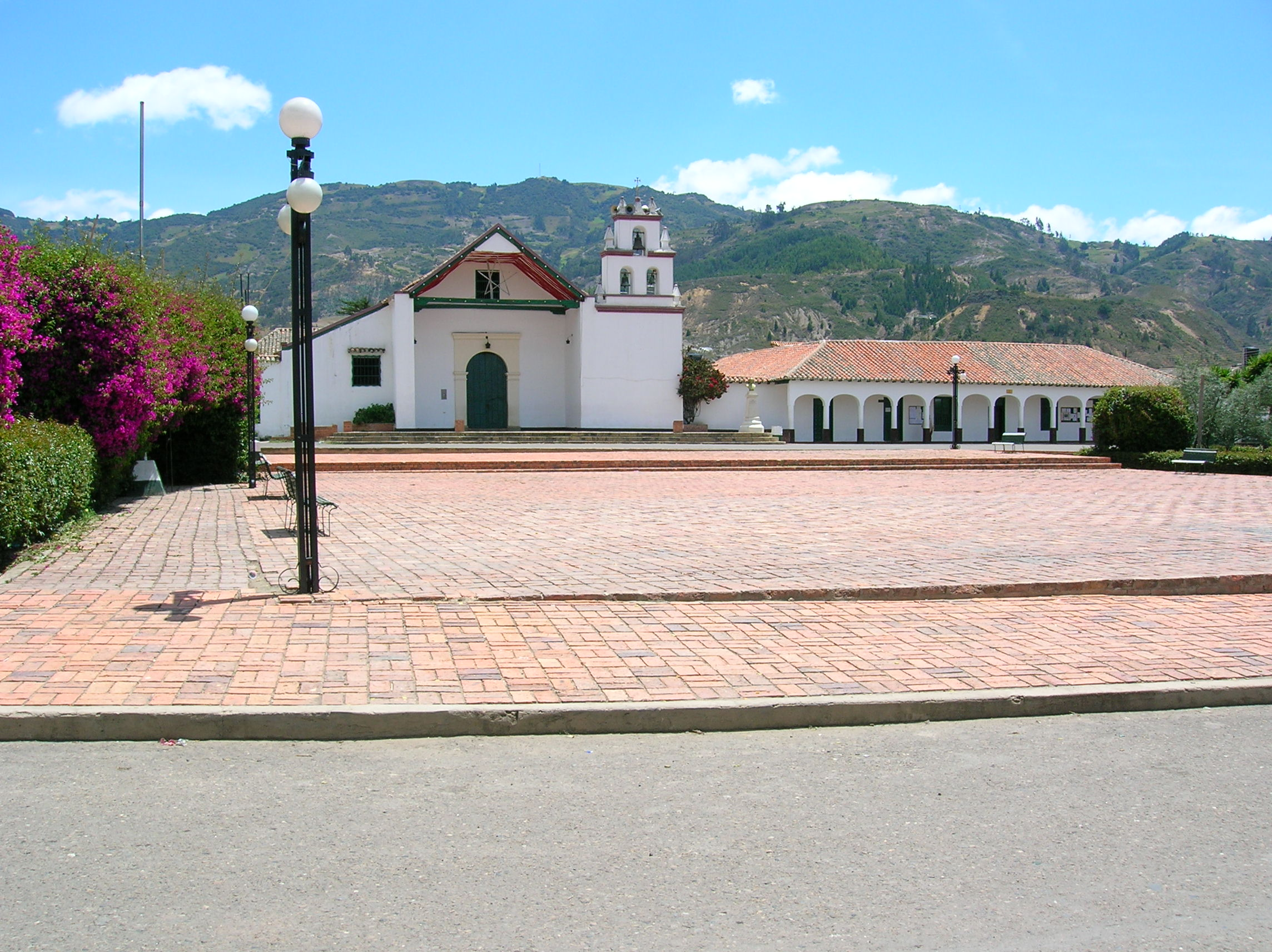
Plaza fundacional de Cucaita.
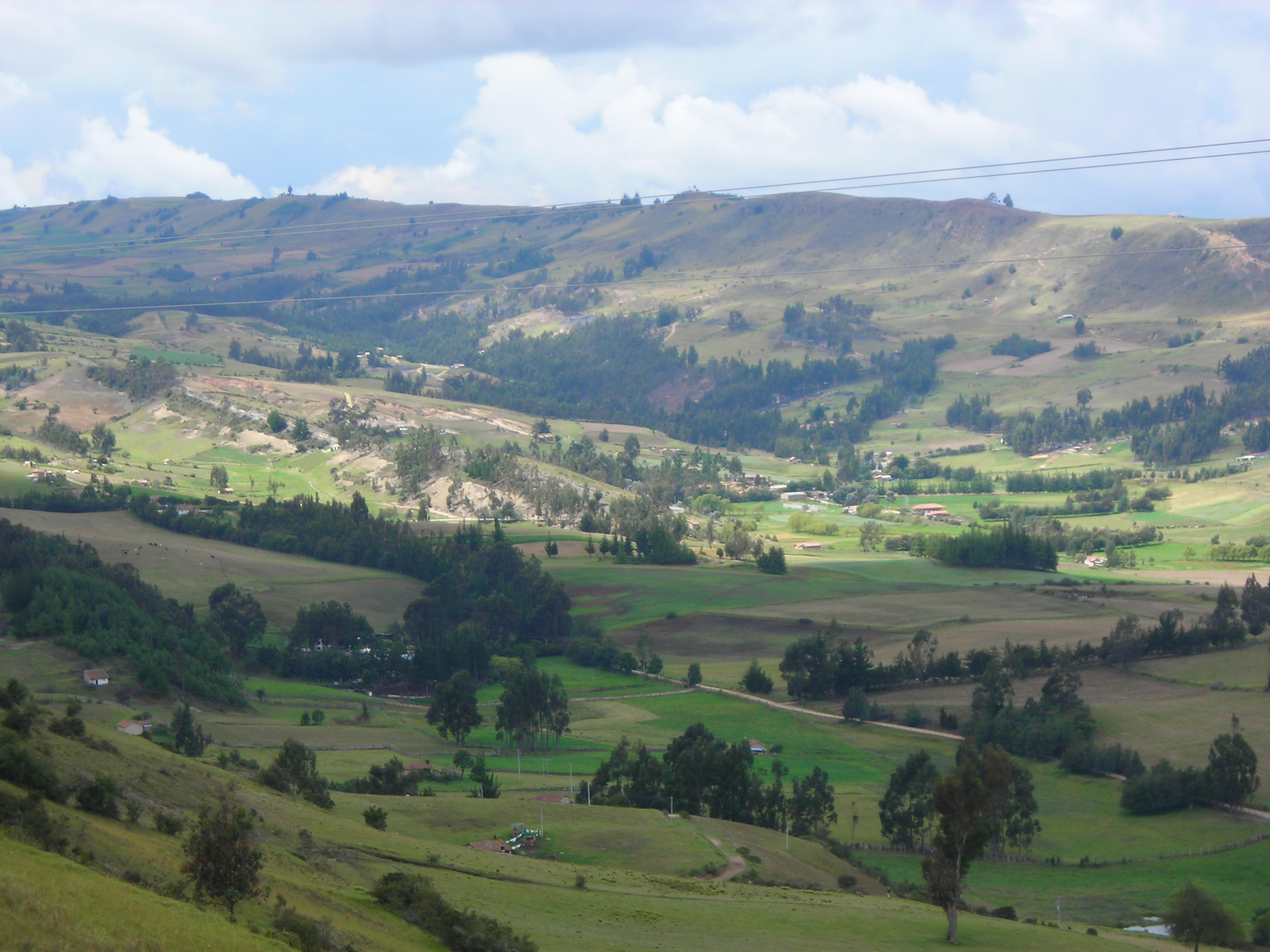
Paisaje de Chivatá.
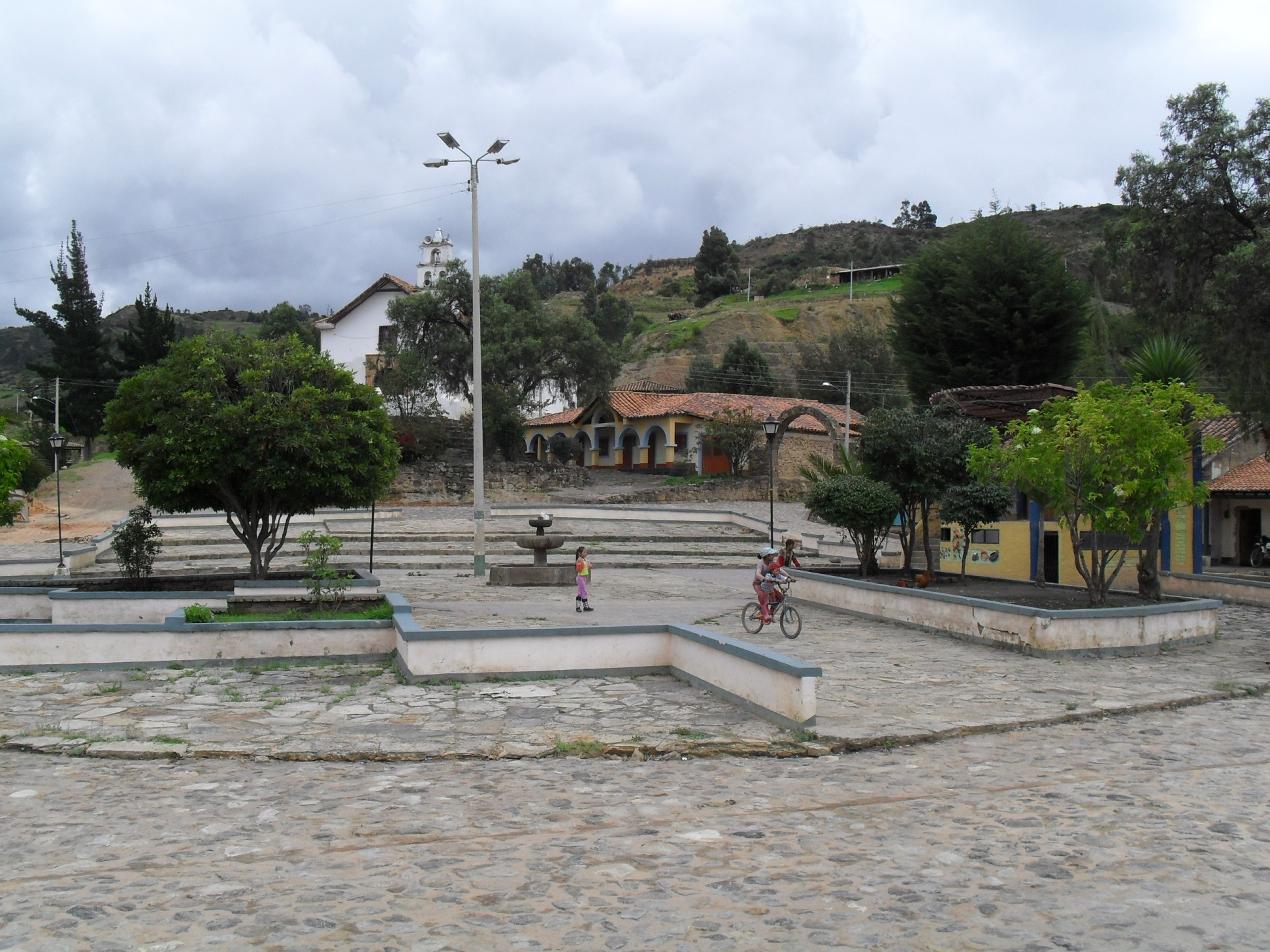
Parque principal de Chíquiza.
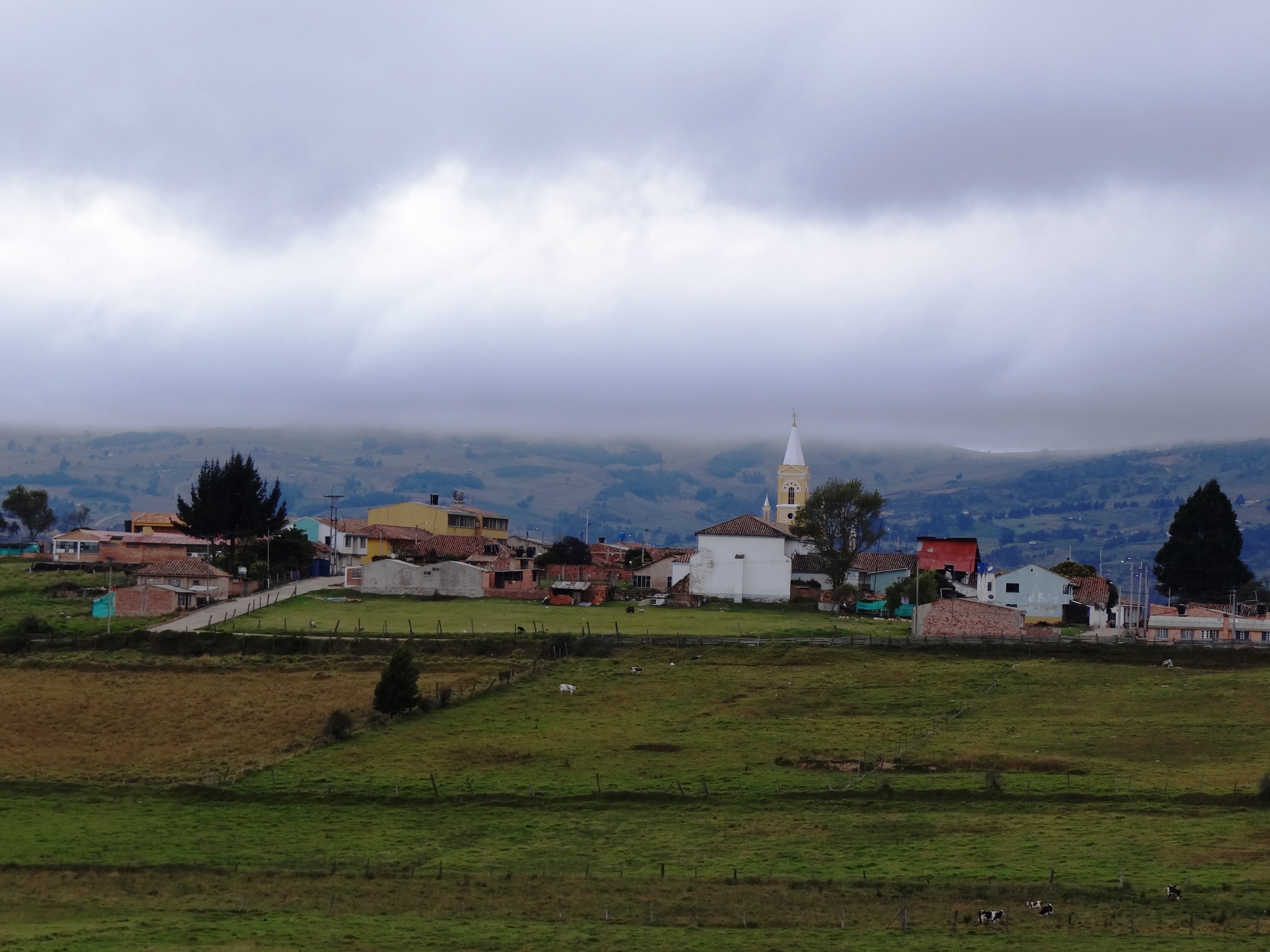
Vista panorámica de Motavita.
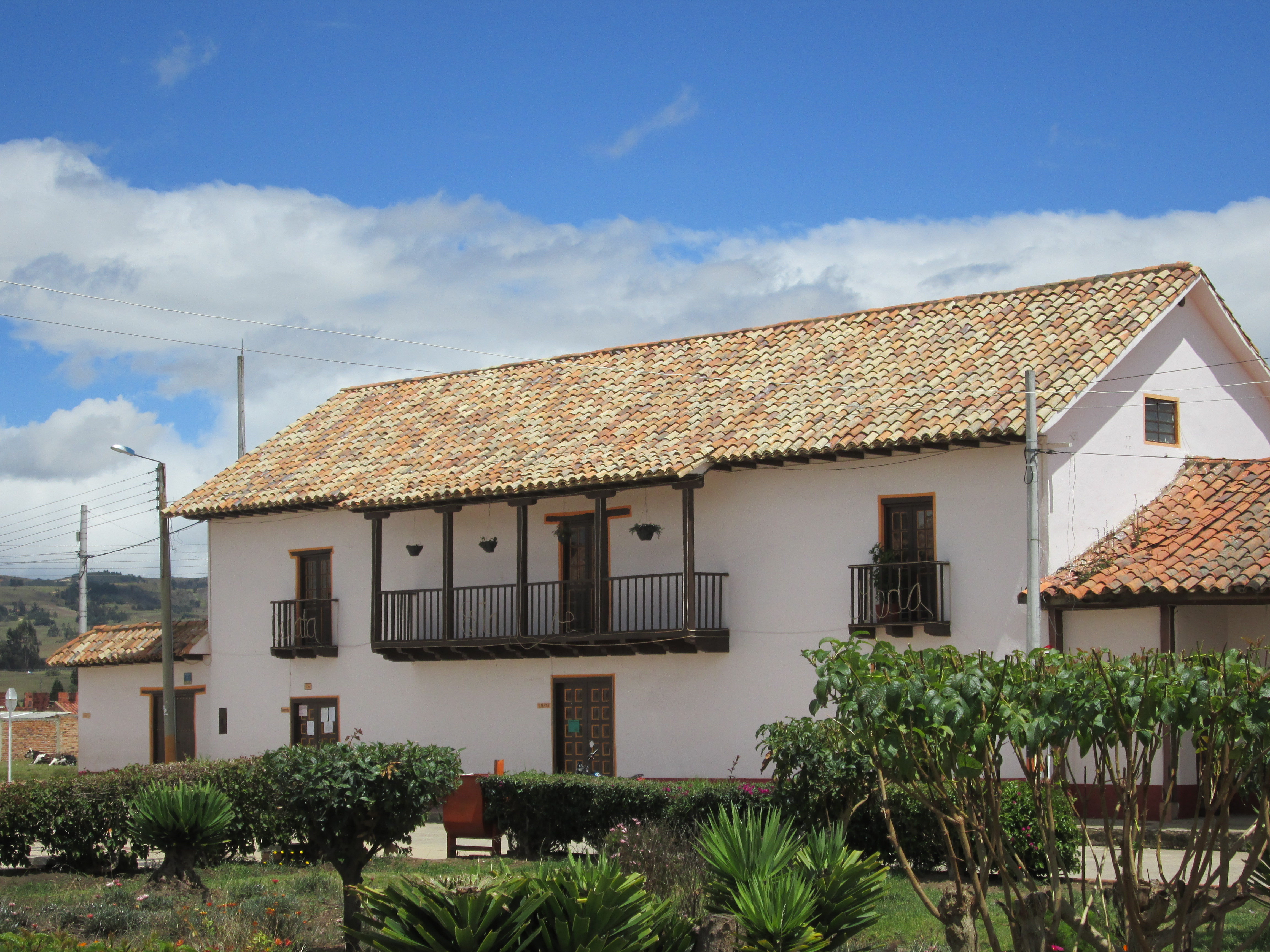
Alcaldía Municipal de Oicatá.
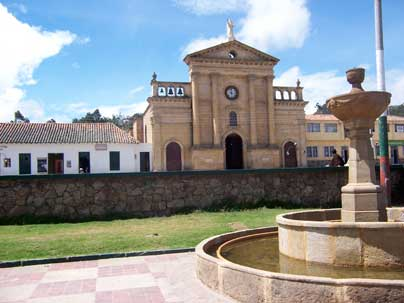
Plaza fundacional de Samacá.
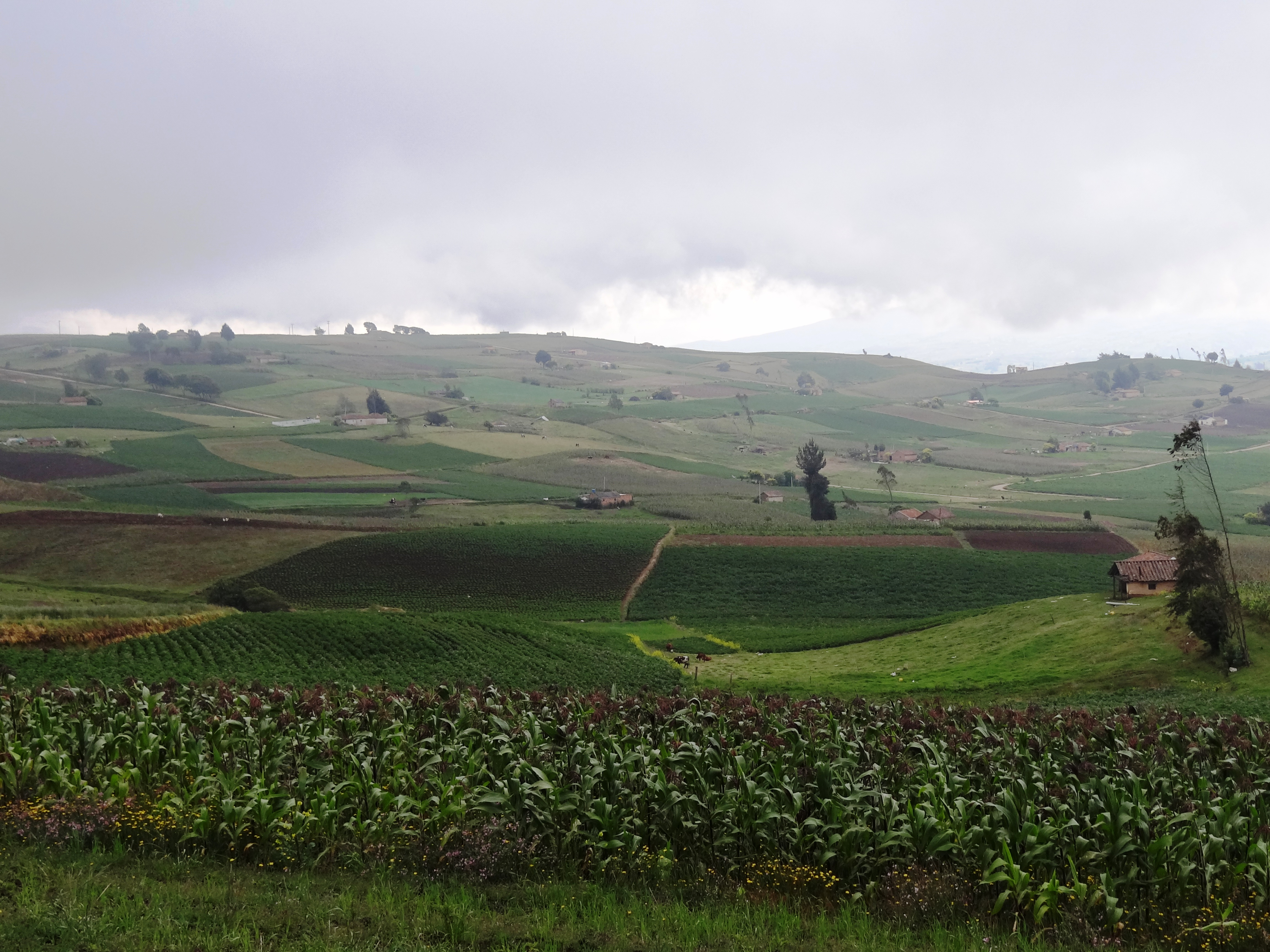
Cultivos en Siachoque.
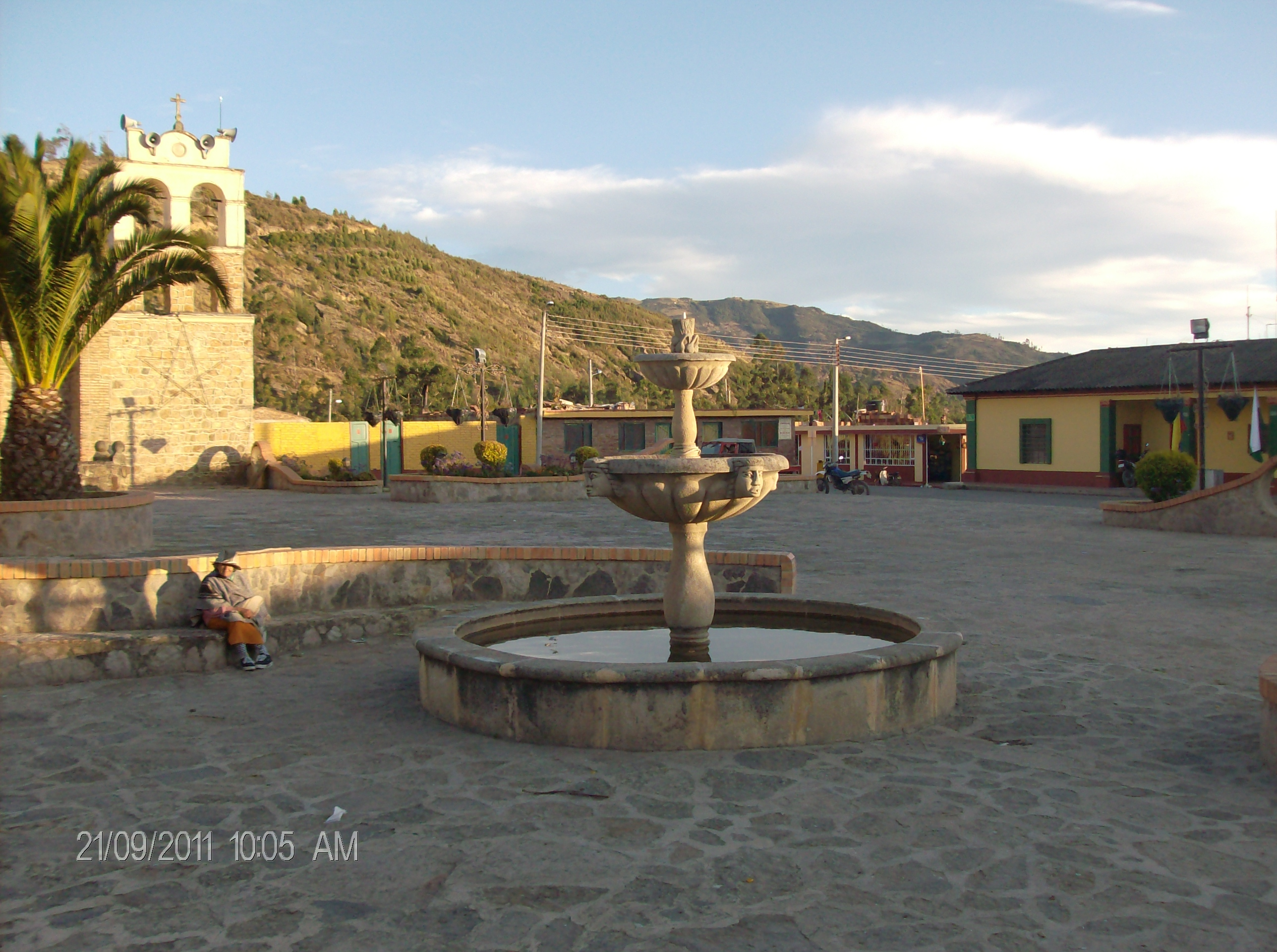
Plaza fundacional de Sora.
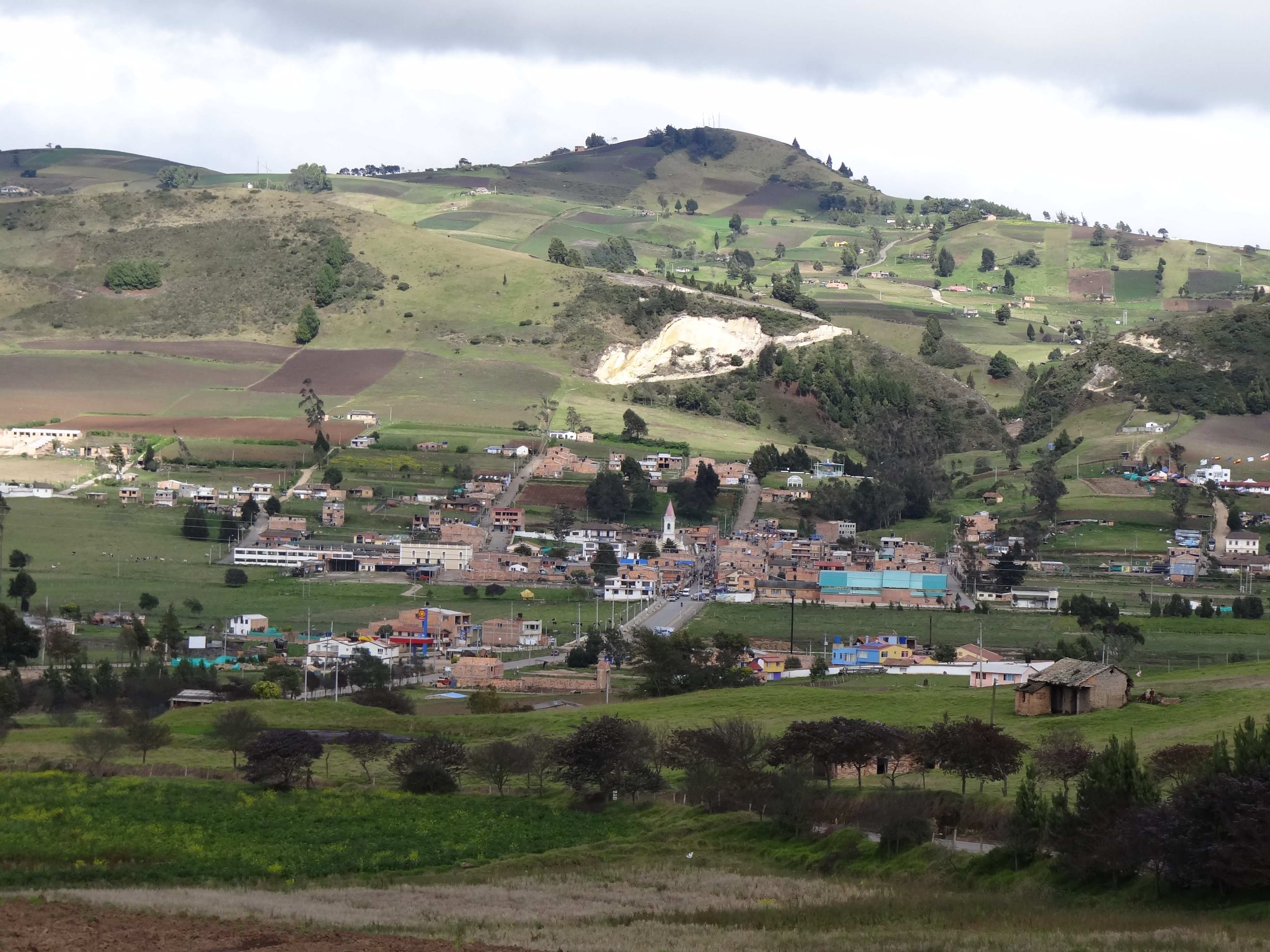
Vista panorámica de Soracá.
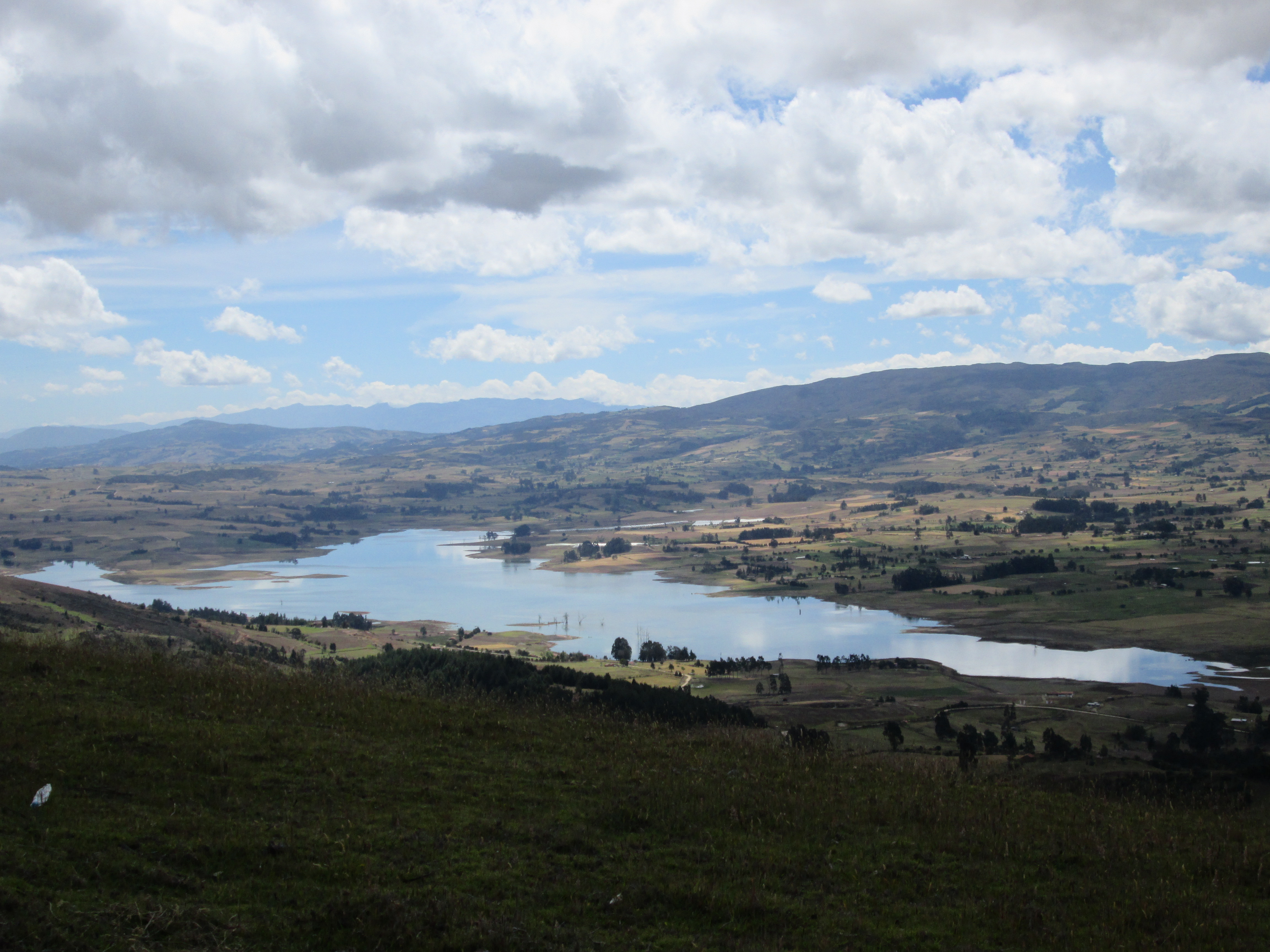
Represa de la Copa, en Toca.
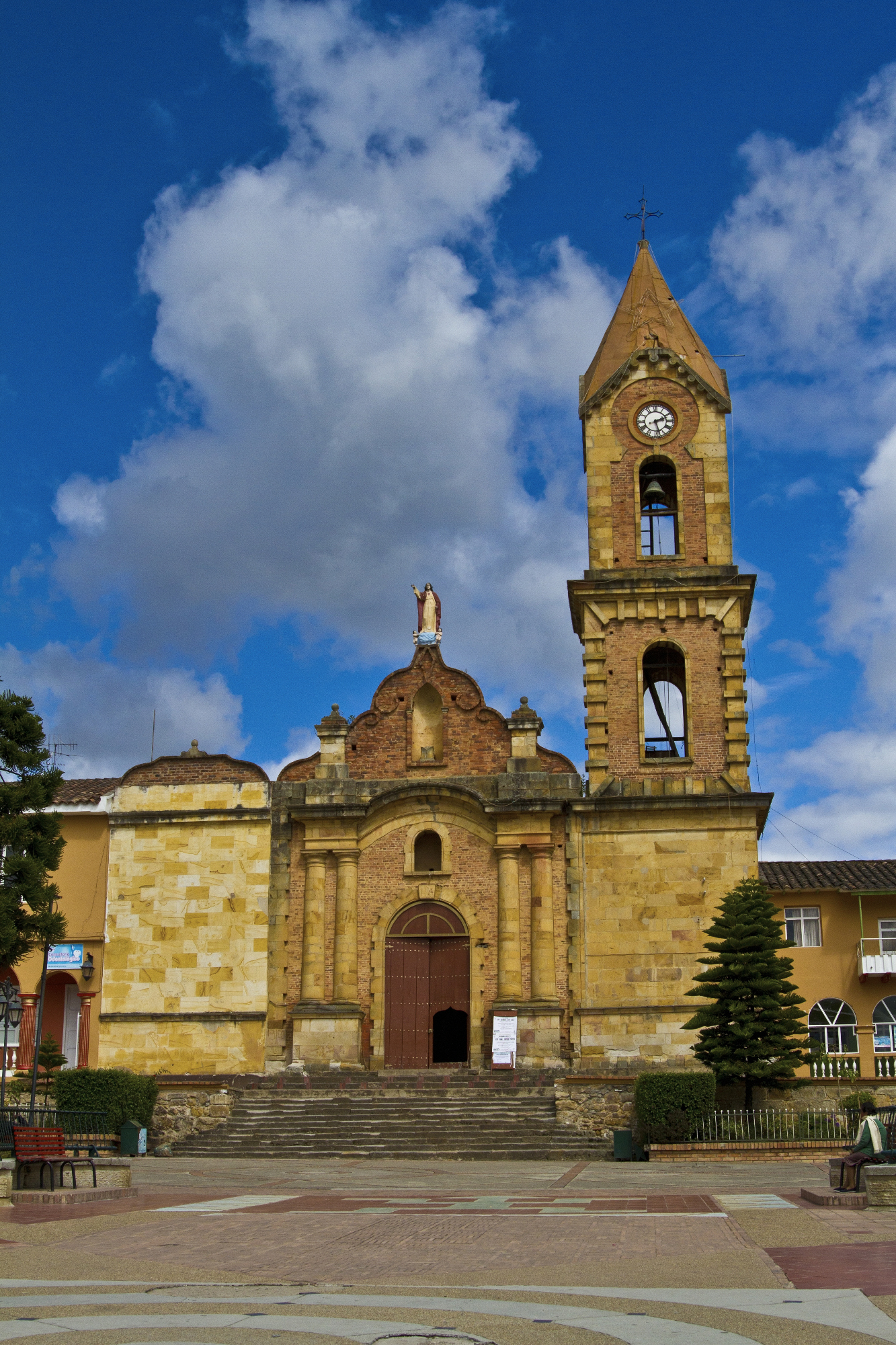
Capilla Doctrinera de Tuta.
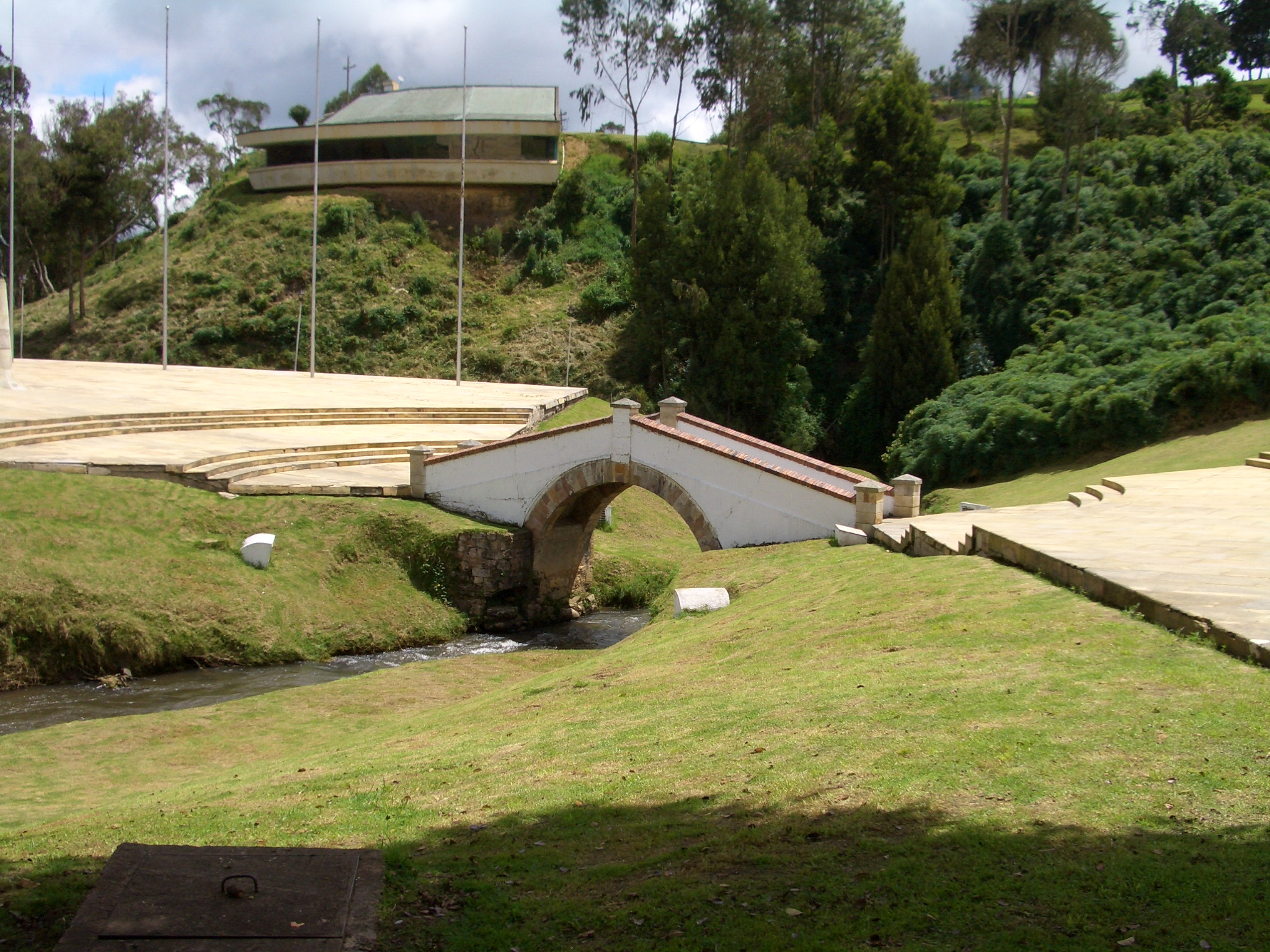
Puente de Boyacá, en Ventaquemada.